# 橋本左五郎
橋本 左五郎（はしもと さごろう、慶応2年9月20日（1866年10月28日） - 昭和27年（1952年）9月25日）は、畜産学者、教育者、学校経営者。北海道における畜産・練乳研究の第一人者。愛称は「左五」。

## 経歴
1866年(慶応2年)、備前国（現・岡山県）で生まれた。札幌農学校でまなび、卒業(8期生)。
卒業後は、同校助教授に就いた。北海英語学校の設立当初から幹事を務めた。その後、ドイツに留学。1901年に北海英語学校校主に就任(1915年まで)。在任中は、中等部設立にあたった。
1914年、東北帝国大学農科大学教授に就任し、日本初の「畜産製造学」講義を受け持った。その後も、北海道帝国大学農学部付属農場長も務めた。1924年、北海道帝国大学を退職し、財団法人苗邨学園理事長に就任。
1938年、理事長を引退。理事長引退後も、札幌第一中学校PTA会長などとして教育の分野で活躍した。
1952年に死去。

### 委員・役員ほか
- 北海道庁畜産課長
- 北海道農会副会長

## 受賞・栄典
- 1916年9月20日：従四位[4]

## 研究内容・業績
専門は畜産学。橋本は、牛乳処理技術の開発に当たり、乳糖結晶の均一化に成功。練乳（コンデンスミルク）製造用真空釜を開発し、練乳製造の企業化の端緒を開いた。後に北海道煉乳株式会社設立にも参画した。

## 交遊
- 文豪・夏目漱石と親交があり、夏目は「東京大学予備門（現東京大学教養学部）入学試験で、代数が難しく途方に暮れていたら、隣席の左五がそっと教えてくれて、お陰でやっと入学した」と懐述している。しかし、当の橋本は予備門入試に落第し「東大なぞくだらない」と言い、札幌農学校へ入学したという。
- 予備門時代の橋本は、「成立学舎」の出身者らを中心に、夏目漱石、中村是公、太田達人、佐藤友熊、中川小十郎らとともに「十人会」を組織している。

## 家族・親族
- 義理の息子：橋本直也は北海道煉乳株式会社[5]専務・酪農経営者。

## 著作
- 『實用牧羊法』樋口敏郎著、橋本校閲、博文館 1915